# Найкраща помста
Найкраща помста (англ. Best Revenge) — американсько-канадський фільм 1984 року.

## Сюжет
Американський турист в Іспанії змушений взяти участь в багатомільйонній угоді з продажу наркотиків, тому що його найкращий друг був викрадений наркобароном, який керує операцією. Але в міру розвитку подій хлопці виявляють, що з них зробили цапів-відбувайл. Ухиляючись від закону, вони закладають фундамент для відплати.

## У ролях
- Джон Херд — Чарлі
- Левон Хелм — Бо
- Альберта Вотсон — Діна
- Стівен Макгетті — Бретт
- Моузес Знеймер — Лео Елліс
- Джон Ріс-Девіс — Мустафа
- Бенжамін Гордан — Віллі
- Хрант Альянак — Еллай
- Тім Маккоулі — Ебсолом
- Лоренцо Кампос — Ешблон
- Девід Калдерісі — гравець в покер
- Майкл Айронсайд — дилер
- Енгус МакІннес — Вейн
- Роб Гаррісон — Едді
- Шон Салліван — Paperman
- Джон Еванс — Томмі
- С.Дж. Феллоуз — клієнт
- Джуд Бені — продавчиня
- Лоррейн Піно — Єлена
- Август Шелленберг — Капітан «Recon Star»
- Мігель Манджун — Капітан «Maria Del Carmen»
- Рамон Браво — екіпаж судна
- Гері Харлі — екіпаж судна
- Мохамед Чомако — екіпаж судна